# Traminda hemichroa
Traminda hemichroa är en fjärilsart som beskrevs av Edward Meyrick 1889. Traminda hemichroa ingår i släktet Traminda och familjen mätare. Inga underarter finns listade i Catalogue of Life.